# National Route 4

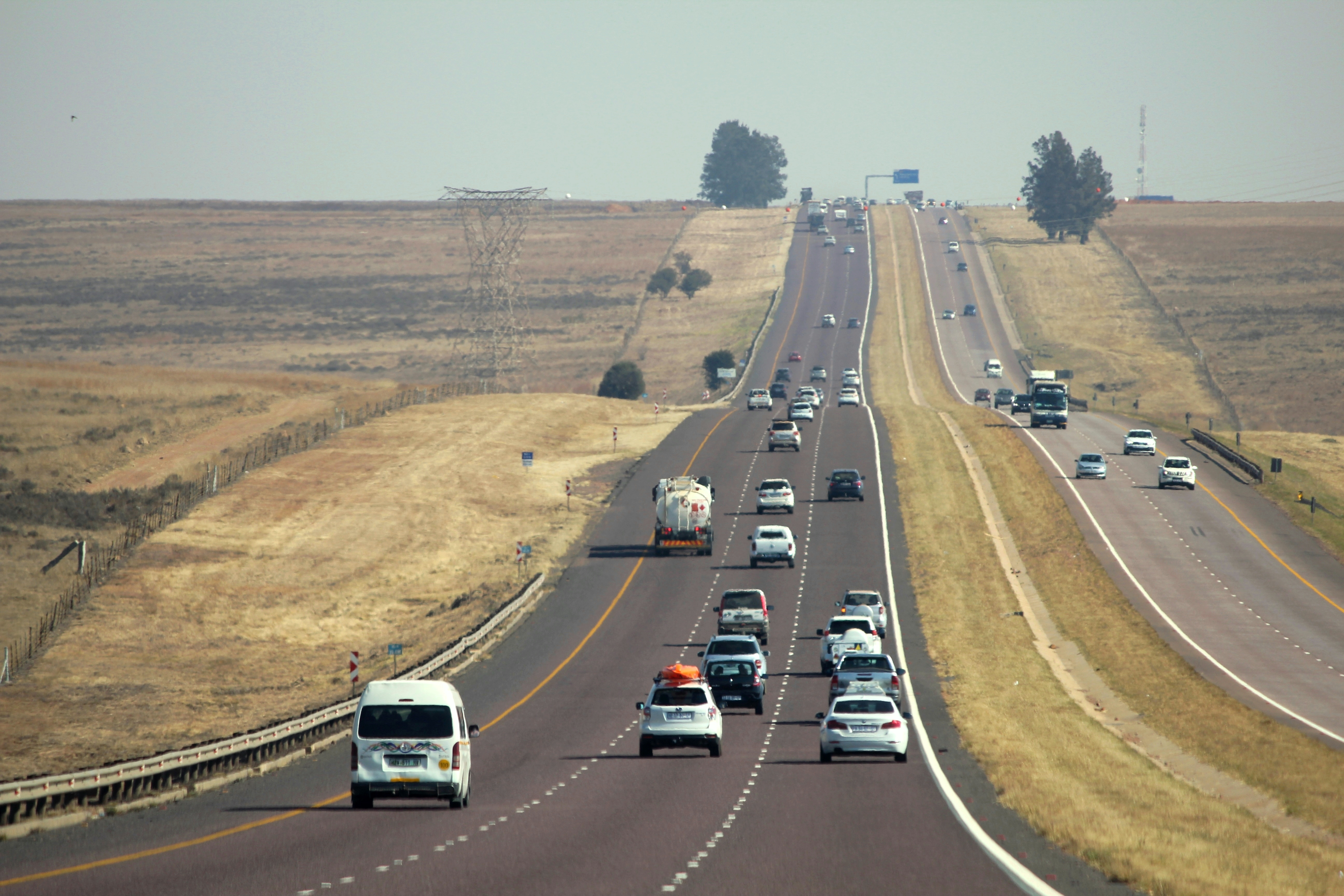
N4 bei Middelburg in der Provinz Mpumalanga

Die National Route 4 (kurz N4)  ist eine Nationalstraße in Südafrika. Sie ist ein Teil des Trans-Kalahari-Highways von Walvis Bay (Namibia) über Botswana nach Maputo (Mosambik), die die Küsten des Atlantischen und des Indischen Ozeans quer durch das südliche Afrika verbindet. Seit der Fertigstellung des zentralen Abschnitts in Botswana gilt der Standard der gesamten Strecke als sehr hoch.

## Streckenverlauf
Die Nationalstraße ermöglicht den Verkehrsfluss von der botswanischen Grenze westlich der Stadt Lobatse über den Ballungsraum der Metropolgemeinde von Tshwane bis zum Grenzübergang Lebombo border post an der Grenze zu Mosambik.
Im Westen beginnt die Nationalstraße am Grenzübergang Pioneer Gate/Skilpadshek. Sie nimmt hier den Verkehr der Fernstraße A2 auf und führt in südwestliche Richtung nach Zeerust, wo es Abzweige der Regionalstraßen R49 in Richtung Gaborone und R27 nach Mafikeng gibt. Von Zeerust erstreckt sich die N4 begleitet von einer Eisenbahnstrecke durch eine wenig besiedelte aber von einigen Bergbaubetrieben profitierende Region. Im Ort Groot Marico überquert sie den Groot Marico River. In Swartruggens zweigen in südliche und südöstliche Richtung die Regionalstraßen R53 und R509 ab. Hier wendet sich auch die bisher begleitende Eisenbahnstrecke nach Südosten in Richtung Krugersdorp.
Weiter nach Osten durchläuft sie wenig besiedeltes Terrain. Kurz vor Rustenburg zweigt die in die Pilanesberg-Region führende R565 ab. Rustenburg ist ein wichtiges Zentrum des südafrikanischen Bergbaus auf Platin. Hier beginnt die nach Norden auf Lephalale zulaufende R510 und die nach Klerksdorp an der N12 führende R30. Nun wendet sich die N4 südöstlich in Richtung der Magaliesberge und verläuft in einer Region des Platinbergbaus südlich von Marikana zur westlich von Pretoria liegenden Industrieregion.
Südwestlich von Brits verzweigt sich die N4. Der alte südliche Zweig tangiert Hartbeespoort, unweit davon der Hartbeespoort-Stausee, und ermöglicht mit den abzweigenden Regionalstraßen R511 und R512 eine Verbindung nach Johannesburg. Diese mehrspurig ausgebaute Route führt nun in das Zentrum von Pretoria, wo es einen Kreuzungspunkt mit der Nationalstraße N1 gibt. Der nördliche und neue Zweig der N4 läuft auf den Norden Pretorias zu, wo er in die N1 mündet. Im überregionalen Durchgangsverkehr werden dadurch etwa 30 Minuten Fahrzeit eingespart.
Von Pretoria führt die N4 weiter in östliche Richtung, vorbei an den kleineren Orten Bronkhorstspruit, Balmoral und die Provinz Gauteng verlassend, bis nach eMalahleni (Witbank). Hier zweigt die nach Johannesburg führende N12 ab. Deren nach Osten verlaufende Verkehrsmenge wird nun in einem mehrspurigen Ausbau aufgenommen. Diese Ausbaustufe endet am Kreuzungspunkt mit der N11. Entlang der Fernstraße in der Provinz Mpumalanga befinden sich viele der Kohlekraftwerke des Landes.
Nun verläuft die N4 durch Mpumalanga und nähert sich bei Wonderfontein der Bahnstrecke Pretoria–Maputo. In weiterer Richtung ermöglicht sie Verbindungen zu den bei der Route liegenden Städten eMakhazeni (Belfast), Waterval-Boven und Mbombela (Nelspruit). Westlich von Waterval-Boven verzweigt sich die Fernstraße in eine nördliche und südliche Route, die am Montrose Pass vor Mbombela wieder zusammengeführt werden. In dieser Stadt zweigt die von Norden heranführende R40 nach Süden ab, die Verkehrsverbindungen in Richtung Barberton und in das benachbarte Eswatini ermöglicht. 
Von Nelspruit aus verläuft die Fernstraße weiter im Tal des Umgwenya nach Kaapmuiden und von hier nur noch kleinere Orte tangierend bis nach Komatipoort. In dessen Nähe befindet sich der Grenzübergang Komatipoort/Ressano Garcia an der Grenze zwischen Südafrika und Mosambik. Der Verkehr läuft in Mosambik weiter auf der EN4 und kann auf dieser Fernstraße bis nach Maputo gelangen.

## Streckenausbau
Der Straßenabschnitt von Pretoria bis in die Nähe von Middelburg, der N4 Platinum Highway, umgeht die Hauptstadt und besteht aus baulich getrennten Richtungsfahrbahnen. Die anderen Streckenteile bestehen nur aus einer einzigen breiten Fahrbahn. Die Umgehungsstraße um Rustenburg wurde 2009 gebaut. Das Befahren einiger Abschnitte ist mautpflichtig, zum Beispiel der Teil der Maputo Corridor Toll Route.
Südafrika hat über Jahrzehnte schrittweise in den Ausbau der Nationalstraße investiert, um den Gütertransport aus den Provinzen Gauteng, Limpopo und Mpumalanga zum Hafen Maputo leistungsfähiger zu gestalten.